# Ерманский, Осип Аркадьевич
О́сип Арка́дьевич Ерма́нский (литературные псевдонимы М. Борисов, А. О. Гушка, Меерович, П. Р.; настоящая фамилия Ко́ган; 28 июля 1867, Аккерман, Бессарабская область — 1941) — российский политический деятель (социал-демократ), теоретик в области рационализации производства и организации труда, публицист, мемуарист. Один из зачинателей российской/советской науки управления (впоследствии менеджмента), ввёл в научный обиход сам термин НОТ (научная организация труда).

## Биография
Иосиф Шмилиевич Коган (впоследствии известный под литературным псевдонимом Осип Аркадьевич Ерманский) родился на юге Бессарабии в уездном городке Аккерман, расположенном у днестровского лимана, в семье мелкого ремесленника. Получил традиционное еврейское образование, в 1887 году окончил гимназию в Одессе, учился на юридическом факультете Новороссийского университета там же, но в 1888 году за участие в студенческом движении был выслан на Кавказ (некоторое время жил в Кутаиси). Вскоре вернулся под гласный надзор полиции в Аккерман. В 1891 году уехал в Швейцарию, где познакомился с П. Б. Аксельродом, В. И. Засулич, Г. В. Плехановым и Розой Люксембург. В 1892 году вступил в социал-демократическую организацию, одновременно обучался в Политехническом институте в Цюрихе, после окончания которого в 1895 году вернулся в Россию и работал инженером-железнодорожником на строительстве Карской железной дороге на Кавказе. Жил в Тифлисе, где также поселились его сестра Клара (Хая) Коган и её муж — известный Ерманскому по Одессе подпольщик Ипполит Яковлевич Франчески.
Стал одним из руководителей Союза социал-демократических комитетов и организаций Южной России и газеты «Южный рабочий». В 1902 году вновь эмигрировал и после Второго съезда РСДРП (1903) стал меньшевиком. С 1905 года жил в Петербурге, делегат Четвёртого (Объединительного) съезда РСДРП (1906).
В 1907 году начал заниматься литературной деятельностью, был редактором ряда газет. В 1909 году стал одним из основных участников пятитомного издания «Общественное движение в России в начале XX в». В 1912 году написал исследование торгово-промышленного класса в России, в следующем году обзор системы Тейлора.
В годы Первой мировой войны — один из руководителей Петроградской «Инициативной группы», стоявшей на интернационалистских позициях, писал антивоенные листовки и сотрудничал в меньшевистской прессе.
После Февральской революции 1917 года с марта по май 1917 года был главным редактором центрального органа меньшевиков «Рабочая газета». Делегат Первого Всероссийского съезда Советов (июнь), избран членом ВЦИК от фракции меньшевиков. Участник 3-й Циммервальдской конференции (25—30 августа). В сентябре—декабре был редактором и сотрудником левоменьшевистской газеты «Искра», участник Демократического совещания (сентябрь), член Предпарламента (октябрь), один из лидеров фракции меньшевиков-интернационалистов.
После Октябрьской революции 1917 года выступал за создание однородного социалистического правительства. В конце ноября — начале декабря был делегатом Чрезвычайного съезда РСДРП(м), избран в Президиум съезда; в отличие от Ю. О. Мартова предлагал меньшевикам войти во ВЦИК с целью создания противовеса большевистской тактике.
Весной 1918 года вместе с ЦК меньшевиков переехал в Москву, редактировал журнал «Рабочий интернационал». В 1919 году избран действительным членом Социалистической Академии, а в 1920 году — депутатом Моссовета. 23 августа 1920 года арестован, освобождён через месяц. В апреле 1921 года вышел из РСДРП, стал профессором экономики Первого Московского государственного университета и сосредоточился исключительно на исследованиях в области рационализации и научной организации труда. Вновь арестован в 30 июля 1921 года (освобождён 27 августа с лишением паспорта и подпиской о невыезде) и в 1931 году.
В 1933—1936 годах заведовал кафедрой экономики и организации производства МВТУ. Арестован в 1937-м и снова в 1940 году, погиб в исправительно-трудовом лагере в 1941 году.

 Увлекательно читал лекции О. А. Ерманский по научной организации труда. Помню, как он рекомендовал резко различать интенсивность труда и производительность труда, а то и другое вместе называл «успешность труда». О. А. Ерманский давал много живых примеров, а это нравилось студентам. — Урланис о годах учёбы в МГУ

## Публикации
Осип Ерманский — автор ряда монографий в области научной организации производства, в том числе «Система Тейлора. Что несёт она рабочему классу и всему человечеству. С указателем литературы на русском и иностранных языках» (Петроград—Москва, 1918), «Указатель книг и статей по научной организации труда и производства» (Москва, 1921), «Научная организация труда и производства и система Тейлора» (Москва, 1925, четыре переиздания), «Трагедия расточительства в производстве» (Москва—Ленинград, 1929), «Теория и практика рационализации» (Москва—Ленинград, 1928, пять переизданий до 1933 года), «Стахановское движение и стахановские методы». Ему принадлежит так называемая психофизиологическая концепция советской науки организации производства («принцип физиологического оптимума Ерманского»). Рассматривал научную организацию труда как синтетическую научную систему, черпающую материал из других научных дисциплин, главным образом из сферы техники, экономики и психофизиологии труда.
В 1927 году были опубликованы мемуары Ерманского «Из пережитого (1887—1921)», содержащие обширный материал по истории социал-демократического движения в России.
- Представительные организации торговопромышленного класса в России : Докл., прочит. на общ. собр. Р. Т. О., в заседаниях 12 и 18 нояб. 1911 г. / А. О. Гушка; Рус. техн. о-во. 11 Пром.-экон. отд. — Санкт-Петербург, 1912. — [8], 208 с., 3 л. карт.
- Научная организация труда и производства и система Тэйлора Архивная копия от 12 июня 2021 на Wayback Machine — 4-е изд. — Москва : Гос. изд., [1925]. — [2], X, 380, VIII с. : диагр. — (Библиотека по научной организации труда).
- Ерманский О. А. Из пережитого (1887—1921 гг.) / С предисл. П. Лепешинского. — Москва ; Ленинград : Гос. изд-во, 1927. — 203, [1] с. — 3000 экз.
- Ерманский О. А. Стахановское движение и стахановские методы. — М. : Соцэкгиз, 1940. — 372 с. : ил., черт.